# Scream (1996)
Scream (bra: Pânico; prt: Gritos) é um filme americano de 1996, do subgênero slasher, escrito por Kevin Williamson e dirigido por Wes Craven. É estrelado por Neve Campbell, David Arquette, Courteney Cox, Matthew Lillard, Skeet Ulrich, Rose McGowan, Drew Barrymore, e Jamie Kennedy. O enredo gira em torno de Sidney Prescott (Campbell), uma estudante do ensino médio da cidade fictícia de Woodsboro, Califórnia, que se torna o alvo de um assassino misterioso conhecido como Ghostface. Outros personagens principais incluem a melhor amiga de Sidney, Tatum Riley (McGowan), o namorado de Sidney, Billy Loomis (Ulrich), o melhor amigo de Billy, Stu Macher (Lillard), Randy Meeks (Kennedy), o vice-xerife Dewey Riley (Arquette) e a repórter de notícias Gale Weathers (Cox). O filme revitalizou o gênero nos anos 1990, utilizando um conceito que combinava cenas assustadoras com diálogos que satirizavam os clichês dos filmes de terror e foi considerado o único no momento da sua estreia em que os personagens estavam cientes de filmes de terror no mundo real.
Baseado, em parte, no caso Gainesville Ripper, Scream foi inspirado pela paixão de Williamson por filmes de terror, especialmente Halloween (1978). O roteiro, originalmente intitulado Scary Movie, foi comprado pela Dimension Films e foi renomeado pela The Weinstein Company um pouco antes de completarem as filmagens. A produção enfrentou problemas de censura com a Motion Picture Association of America e dificuldades com moradores durante as filmagens no local.
Após seu lançamento, tornou-se um sucesso financeiro e crítico, ganhando 173 milhões de dólares em todo o mundo, e figurou-se como o filme slasher de maior bilheteria nos Estados Unidos em dólares não ajustados. Ele recebeu vários prêmios e indicações. A trilha sonora de Marco Beltrami também foi aclamada, e foi citada como "[uma] das partituras de terror mais intrigantes nos últimos anos". Desde então, ganhou "status cult." Scream marcou uma mudança no gênero, como a contratação de um elenco com carreira no estrelato, que foi considerado um dos motivos para chamar a atenção de um público mais amplo, incluindo uma audiência feminina significativa.
Scream foi creditado com a revitalização do gênero de terror nos anos 1990, que estava sendo considerado como "quase morto", com as inúmeras continuações de franquias de terror famosas nas décadas de 1970 e 1980. Essas sequências recebiam pouca aceitação da crítica, do público e baixo desempenho comercial, pois já haviam explorado diversos clichês do gênero, sem acrescentar nada de novo. O sucesso de Scream gerou mais cinco sequências e um seriado. Nos anos seguintes após seu lançamento, o filme foi acusado de inspirar e até mesmo induzir crimes violentos e assassinatos.

## Enredo
Uma estudante do ensino médio, Casey Becker (Drew Barrymore), recebe um telefonema de uma pessoa desconhecida, perguntando-lhe: "Qual é o seu filme de terror favorito?" A situação se agrava rapidamente quando a pessoa desconhecida transforma a ligação em uma conversa sádica e ameaça a vida de Casey, revelando que seu namorado Steven Orth (Kevin Patrick Walls) está sendo mantido como refém. Depois que Casey deixa de responder a uma pergunta corretamente sobre filmes de terror, Steven é assassinado. Quando ela se recusa a responder outra questão, é atacada e morta por um assassino mascarado. Seus pais (Carla Hatley e David Booth) chegam em casa e encontram seu corpo pendurado em uma árvore.

Casey Becker (Barrymore) em uma cena do filme.

No dia seguinte, a imprensa vai à cidade e se começa uma investigação policial. Enquanto isso, Sidney Prescott (Neve Campbell) luta com o iminente aniversário de um ano da morte de sua mãe, que foi supostamente assassinada por Cotton Weary (Liev Schreiber). À noite, quando esperava em casa sua amiga Tatum Riley (Rose McGowan), Sidney recebe um telefonema ameaçador e, depois de desligar, ela é atacada pelo assassino. Seu namorado, Billy Loomis (Skeet Ulrich), chega logo depois do ataque, mas depois que ele deixa cair seu telefone celular, ela suspeita que ele fez a chamada e foge. Billy é preso e Sidney passa a noite na casa da sua melhor amiga, a Tatum.
Billy é liberado no dia seguinte. A suspeita passou para o pai de Sidney, Neil Prescott (Lawrence Hecht), porque as chamadas supostamente foram feitas do seu telefone. As aulas são suspensas por causa dos assassinatos. Depois que os alunos deixam a escola, o diretor Himbry (Henry Winkler) é esfaqueado até à morte em seu escritório. O namorado de Tatum, Stu Macher (Matthew Lillard), dá uma festa para celebrar a suspensão das aulas, e nesta, estão presentes: Sidney, Tatum, seu amigo Randy Meeks (Jamie Kennedy), e vários outros estudantes. A repórter Gale Weathers (Courteney Cox) aparece sem ser convidada para cobrir a festa, já que ela tem esperança de que o assassino irá atacar novamente. O vice-xerife irmão de Tatum, Dewey Riley (David Arquette), também está na festa à procura do assassino. Tatum é morta durante a festa depois de ter sua cabeça esmagada pela porta da garagem. Billy chega para falar a sós com Sidney, e os dois, depois de muita insistência do rapaz, têm relação sexual. Dewey e Gale investigam um carro abandonado nas proximidades. Muitos participantes da festa vão embora após a notícia da morte de Himbry. Sidney, Billy, Randy, Stu e o cameraman de Gale, Kenny Jones (W. Earl Brown), permanecem no local.
Depois de terem feito sexo, Sidney e Billy são atacados pelo assassino, que aparentemente mata Billy. Sidney escapa e acaba encontrando o corpo de Tatum. Ela procura a ajuda de Kenny, mas este é degolado pelo assassino. Sidney foge novamente. Gale e Dewey descobrem que o carro pertence a Neil Prescott e voltam para a casa. Eles acreditam que Neil é o assassino e veio à festa para continuar o derramamento de sangue. Após encontrar Kenny morto, a repórter tenta ir embora em sua van, mas acaba sofrendo um acidente para não atropelar Sidney. Enquanto isso, Dewey é esfaqueado nas costas enquanto investigava na casa, e Sidney pega a arma dele. Stu e Randy aparecem e acusam um ao outro de ser o assassino. Sidney se tranca na casa, onde encontra Billy ferido, mas ainda vivo. Ela dá a arma a ele, e este deixa Randy entrar na casa e lhe dá um tiro. Billy revela que seus ferimentos são falsos e que é realmente o assassino, e Stu seu cúmplice. Billy e Stu discutem o plano para matar Sidney e incriminar seu pai, quem se tornou refém, enquanto a festa percorria. A dupla também admite ter matado a mãe de Sidney, Maureen Prescott. Billy diz que ele estava motivado para se vingar de Maureen porque ela estava tendo um caso com seu pai, Hank Loomis (CW Morgan), o que levou sua mãe a ir embora. Gale, a quem os assassinos pensaram estar morta, intervém, e Sidney leva vantagem disso e acaba matando Stu. Randy revela que está vivo. Billy ataca Sidney, mas ela lhe atira na cabeça, matando-o. À medida que o sol nasce e a polícia chega, Dewey, gravemente ferido, é levado por uma ambulância e Gale faz uma reportagem de improviso sobre os acontecimentos da noite.

## Elenco
- Neve Campbell como Sidney Prescott[8]
- David Arquette como Dwight "Dewey" Riley[8]
- Courteney Cox como Gale Weathers[8]
- Matthew Lillard como Stuart "Stu" Macher[8]
- Skeet Ulrich como Billy Loomis[8]
- Rose McGowan como Tatum Riley[8]
- Drew Barrymore como Casey Becker[8]
- Jamie Kennedy como Randy Meeks[8]
- Henry Winkler como Diretor Arthur Himbry[8]
- Lawrence Hecht como Neil Prescott[8]
- Liev Schreiber como Cotton Weary[8]
- W. Earl Brown como Kenneth "Kenny" Jones[8]
- Joseph Whipp como Xerife Burke[8]
- Kevin Patrick Walls como Steven "Steve" Orth[8]
- Lisa Canning como Jenna Welles[8]
- Carla Hatley como Sra. Becker[8]
- David Booth como Sr. Becker[8]
- CW Morgan como Henry "Hank" Loomis[8]
- Frances Lee McCain como Sra. Riley[8]
- Roger L. Jackson como Ghostface (voz)[8]
- Linda Blair (participação especial) como Repórter[8]
- Wes Craven como Fred[8]

## Produção

### Roteiro

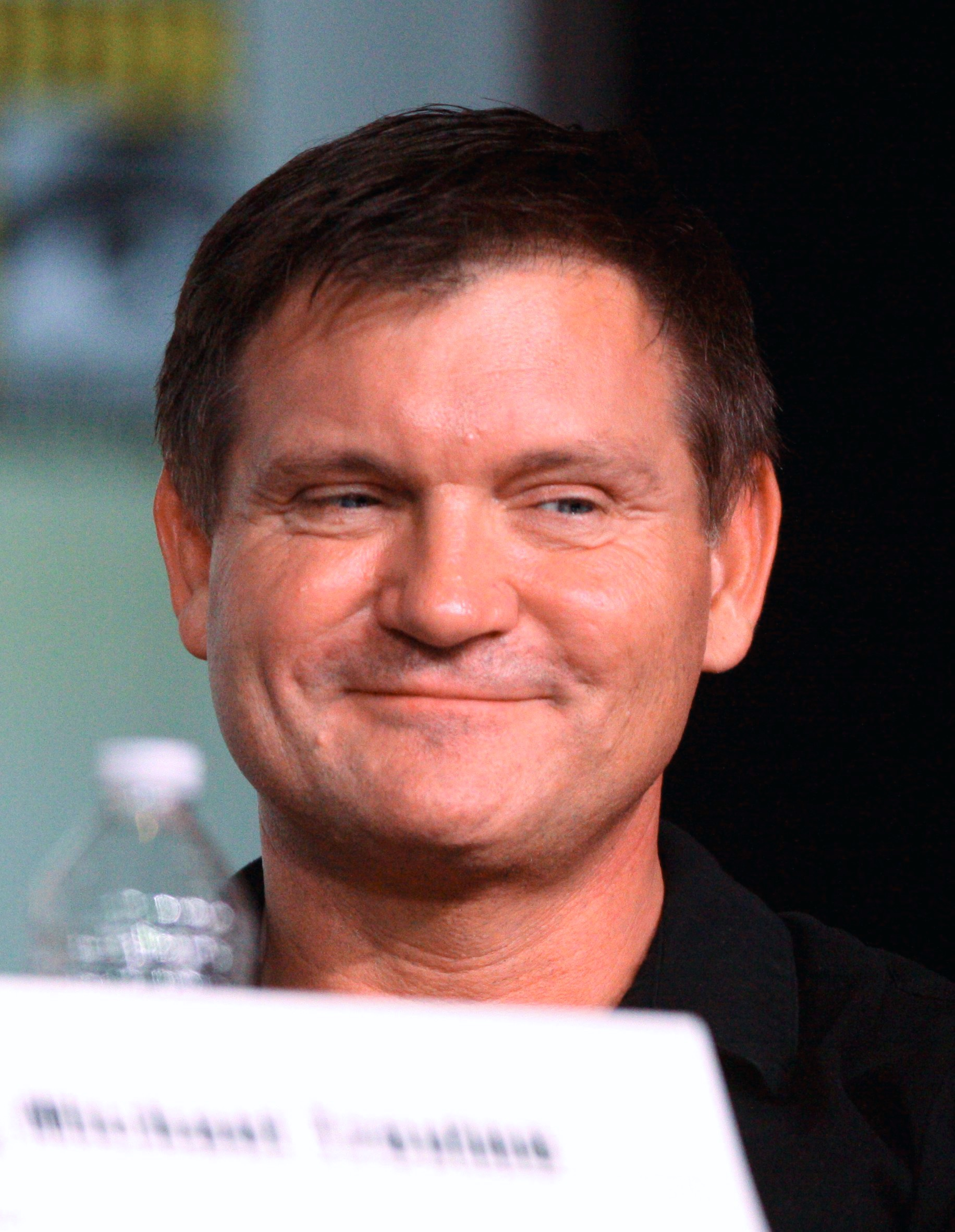
Kevin Williamson, roteirista do filme.

Scream foi desenvolvido pela primeira vez por Kevin Williamson sob o título Scary Movie, quando ainda era um aspirante roteirista. Williamson inspirou-se em uma notícia que assistira sobre uma série de assassinatos conhecidos como o massacre na cidade de Gainesville. Então, teve a ideia de escrever um roteiro de 18 páginas sobre uma jovem que, sozinha em sua casa, é provocada por telefone e depois atacada por um assassino mascarado. Posteriormente, abandonou a história e escreveu outro roteiro, Teaching Mrs. Tingle, um thriller que ele acabaria vendendo depois de passar um longo tempo no inferno do desenvolvimento. Com problemas para pagar suas contas, Williamson mudou-se sozinho para Palm Springs e concentrou-se na continuação do desenvolvimento de Scary Movie, na esperança de vendê-lo rapidamente para resolver seus problemas financeiros. Durante três dias, ele desenvolveu um roteiro completo, bem como mais dois rascunhos de cinco páginas para duas potenciais sequências — Scary Movie 2 e Scary Movie 3, na esperança de atrair potenciais compradores, pois eles de fato não estariam apenas comprando um filme, mas sim uma franquia. Em uma entrevista, afirmou que uma das razões que o levaram a trabalhar no roteiro é que ele queria ver este filme nascido de seu amor de infância por filmes de terror, como Halloween (1978), mas "ninguém mais [estava] fazendo isso". Seu gosto por filmes de terror ficou evidente no roteiro, que faz referências a filmes como Halloween, Sexta-Feira 13, A Nightmare on Elm Street, When a Stranger Calls e Prom Night. Enquanto ele escrevia o roteiro ouvia a trilha sonora de Halloween para inspiração, inclusive, passagens da trilha aparecem no filme.
Em junho de 1995, Williamson entregou o roteiro a seu agente, Rob Paris, para colocá-lo à venda. Paris advertiu-o que com o nível de violência e gore presentes, seria "impossível" vendê-lo. Após a compra do roteiro pela Miramax, o roteirista foi obrigado a remover grande parte do conteúdo violento, como a representação gráfica dos órgãos internos das vítimas estripadas "rolando" às pernas. No entanto, com a contratação de Craven como diretor, este trouxe muito do conteúdo violento de volta. Williamson iria remover uma cena no banheiro da escola em que Sidney é atacada, pois a considerava ridícula e que não tinha nada a ver com a história, porém, Craven insistiu que a cena permanecesse e afirmou que ela serviria para aprofundar o caráter de Sidney e seu relacionamento com sua mãe falecida. O roteirista confirmou posteriormente que estava contente que o diretor convenceu-o a mantê-la. O diretor da Dimension Films, Bob Weinstein, percebeu que no roteiro havia trinta páginas (aproximadamente trinta minutos na tela) sem nenhum assassinato, então pediu a Williamson que adicionasse a morte de um personagem.
O roteirista adicionou a morte do diretor Himbry, e isso resolveu um problema que ele estava tendo no final do roteiro, pois estava tentando encontrar uma razão para que vários personagens [não essenciais] que foram à festa deixassem-na para que, então, o assassino pudesse atacar. A solução foi: ao longo da festa, Randy recebe uma ligação dizendo que o corpo de Himbry fora encontrado, fazendo com que esses personagens fossem embora, e a partir daí, os assassinatos começassem. Quanto aos motivos dos assassinos, Williamson sentiu que era essencial para o público saber por que os antagonistas se tornaram assassinos, mas ele também observou que era potencialmente mais assustador se não tivessem motivação. As opiniões no estúdio foram divididas entre aqueles que acreditavam que um motivo era necessário e aqueles que acreditavam que era mais assustador sem um. Como havia dois assassinos, o roteirista decidiu fazer com que Billy Loomis tivesse [um motivo] — o abandono materno —, enquanto o segundo, Stu Macher, disse que o seu [motivo] foi "pressão dos pares".

### Desenvolvimento
O roteiro, ainda intitulado Scary Movie, foi colocado à venda em uma sexta-feira em junho de 1995, mas não recebeu nenhuma oferta. Na segunda-feira seguinte, ele tornou-se o assunto de conflito entre grandes estúdios, como Paramount Pictures, Universal Pictures e Morgan Creek Productions. A produtora Cathy Konrad leu o roteiro e percebeu que era exatamente o que os irmãos Weinstein, da Dimension Films — e parte da Miramax —, estavam procurando. A Dimension já tinha lançado vários filmes de terror anteriormente e pretendia concentrar-se no gênero. Konrad entregou o roteiro para o assistente de Bob Weinstein, Richard Potter, e este acreditando que aquele tinha potencial, mostrou-o a Weinstein. Os estúdios começaram a perder interesse, pois o preço do roteiro aumentou, e os dois últimos potenciais compradores foram, então, Oliver Stone, que na época estava trabalhando no Cinergi Pictures, e os Weinsteins, da Dimension. Williamson concordou com a oferta de 400 mil dólares da Miramax, além de um contrato para duas sequências e um possível quarto filme. O roteirista disse que escolheu a Dimension porque eles produziriam Scary Movie imediatamente e sem censurar significativamente a violência do enredo. Antes de envolver-se na produção, Craven lera o roteiro e considerou a possibilidade de convencer um estúdio a comprá-lo, para que ele pudesse dirigir. Entretanto, após lê-lo, este já havia sido vendido.

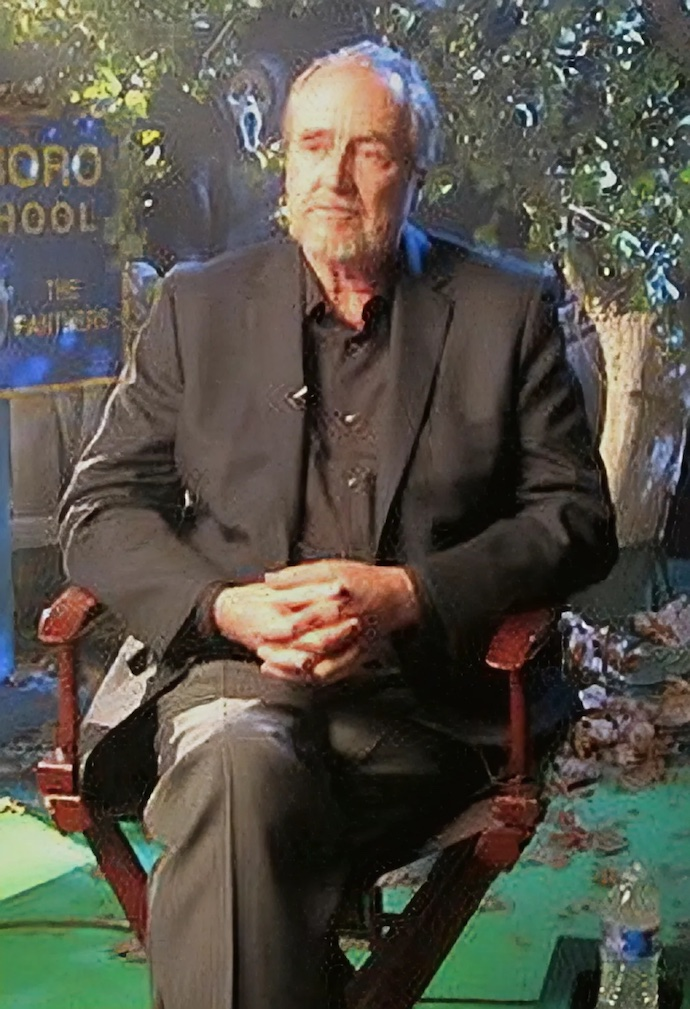
Wes Craven, o diretor do filme, considerado um "Mestre do Terror".

Bob Weinstein aproximou-se de Craven no início do planejamento, pois, tendo assistido a seus filmes anteriores, estava convencido de que ele seria a pessoa ideal para levar o roteiro à tela. Naquela época, o diretor estava desenvolvendo uma refilmagem de Desafio do Além (1963) e estava pensando em distanciar-se do gênero terror, pois estava cansado da misoginia e da violência. Weinstein também se aproximou de outros diretores, incluindo Robert Rodriguez, Danny Boyle, George A. Romero e Sam Raimi. Williamson disse que os diretores "não entendiam", e estava preocupado, com medo de que depois de lerem o roteiro, muitos dos cineastas acreditariam que o filme era uma comédia. Craven foi abordado novamente, apesar de vários pedidos já recusados. Quando a produção de Desafio do Além entrou em crise, o diretor ficou livre deste compromisso e teve que encontrar outro projeto rapidamente. Após Drew Barrymore assinar para o filme, o diretor disse que Scary Movie poderia ser diferente de outros filmes do gênero que ele tinha realizado anteriormente, então, contatou Weinstein para aceitar o trabalho.
Pouco antes da conclusão da obra, os irmãos Weinstein mudaram seu título de Scary Movie para Scream. Tiveram inspiração da canção de Michael Jackson de mesmo nome. Bob Weinstein considerou Scary Movie um título inadequado, pois, além do terror e da violência, o filme continha elementos de sátira e comédia, e ele queria que isso fosse mais bem transmitido pelo título. A mudança foi efetuada tão tardiamente que os presentes congratulatórios carregaram o nome original e, imediatamente, Williamson e Craven não gostaram do novo título, e consideraram-no "estúpido". Ambos comentaram posteriormente que a mudança foi positiva, e que Weinstein foi sábio em escolhê-lo. Após o sucesso da obra em uma exibição teste, com os executivos da Miramax presentes, foi oferecido a Craven um contrato para a direção de duas sequências.
A Sony Pictures entrou com uma ação contra a Dimension e a Miramax, alegando que o título "Scream" violou os direitos autorais do filme da Sony Screamers, lançado no ano anterior. Depois que o caso foi resolvido fora dos tribunais — os detalhes permanecem confidenciais — a produtora de Scream 2, Marianne Maddalena, considerou que o caso era resultado de outros conflitos entre as duas empresas e não, necessariamente, ao título. Ela ainda confirmou que a produção era livre para usar o título Scream em futuros filmes.

### Seleção do elenco
Scream é um marco na história dos filmes de terror, que normalmente envolvia atores relativamente desconhecidos. O gênero foi considerado inadequado para nomes conhecidos do cinema, já que os filmes tinham baixo orçamento e muitas vezes a recepção crítica era negativa. Drew Barrymore leu o roteiro e se interessou em atuar. Ela procurou a equipe de produção para lhe pedir um papel — a atriz, membro da família de atores Barrymore e neta do ator John Barrymore, tinha se tornado conhecida por seu papel em E.T. – O Extraterrestre (1982). Os produtores aproveitaram de seu inesperado interesse e ofereceram-lhe o papel principal de Sidney Prescott, pois acreditavam que sua participação seria essencial para atrair outros atores populares para o filme, apesar de seu baixo orçamento, e também foi devido a essa participação que Craven reconsiderou sua decisão de dirigir o filme. Cinco semanas antes do início das filmagens, Barrymore enfrentou compromissos inesperados, e isso fez com que ela já não estivesse mais disponível para desempenhar o papel principal bastante exigente. Como alternativa, desempenhou o papel menor de Casey Becker, o que lhe permitiu participar do filme e dar vantagem para a produção por seu status. Matar uma das estrelas do filme na primeira cena foi considerado um risco calculado, mas acreditava-se que seria tão chocante e inesperado que o público acreditaria que qualquer personagem poderia morrer. Várias atrizes, incluindo Alicia Witt, Melissa Joan Hart e Brittany Murphy, fizeram audições para o papel principal de Sidney. Os produtores também consideraram Reese Witherspoon, embora ela nunca tenha feito um teste para a personagem. A produção pensou em oferecer o papel à Molly Ringwald, grande admiradora de Williamson, mas voltaram atrás por causa de sua idade, dizendo: "ela tem 27 anos de idade, não pode desempenhar o papel de uma estudante de ensino médio". Craven tinha visto Neve Campbell na série de televisão Party of Five e a convidou para uma audição ao papel: ele acreditava que ela poderia desempenhar um personagem "inocente", mas que também pudesse mudar conforme as emoções exigidas pelo papel aparecessem. Inicialmente, Campbell estava duvidosa em atuar em outro filme de terror tão cedo, pois acabara de sair de um papel coadjuvante em The Craft (1996). Após uma audição bem-sucedida, a atriz aceitou a oferta para interpretar o personagem principal e o motivo foi porque Scream seria seu primeiro papel principal, e, principalmente, porque amou a personagem, dizendo: "Ela é uma personagem fantástica para qualquer tipo de filme".

Membros do elenco principal. Da esquerda à direita: Ulrich, Campbell, Lillard, McGowan e Kennedy

Para o papel da repórter Gale Weathers, o estúdio queria uma atriz reconhecida. Eles ofertaram à Brooke Shields e Janeane Garofalo. Courteney Cox, que na época interpretava Monica Geller na sitcom Friends, pediu o papel para o estúdio. Ela estava interessada em interpretar uma personagem "vaca" para romper com sua imagem de "boa menina" em Friends. Por esta imagem, os produtores, inicialmente, recusaram-se a dar-lhe o papel. Entretanto, após suas insistências ao estúdio, ela finalmente o conseguiu. As atrizes Melinda Clarke e Rebecca Gayheart fizeram audição para o papel de Tatum Riley, a melhor amiga de Sidney, posteriormente, Rose McGowan foi escolhida. A diretora de elenco afirmou que a atriz foi a melhor escolha, pois conseguiu interpretar um personagem corajoso, cínico e inocente ao mesmo tempo. Gayheart teria um papel em Scream 2, posteriormente. O estúdio reconheceu que o "forte elenco feminino" — Campbell, Barrymore, Cox e McGowan — ajudaria atrair uma significativa audiência feminina.
Kevin Patrick Walls e Justin Whalin estavam entre os candidatos finais para o papel de Billy Loomis. Whalin participou de audições com Campbell. Michael Landes também fez audição, Joaquin Phoenix recusou a oferta e Ben Affleck e Freddie Prinze Jr. foram considerados, mas, posteriormente, Skeet Ulrich o conseguiu. Os produtores consideraram-no "perfeito" para o papel e notaram semelhança com Johnny Depp quando apareceu em A Nightmare on Elm Street. Ulrich e Campbell tinham trabalhado juntos em The Craft e acreditavam que a experiência lhes ajudaria a sentirem-se mais confortáveis, permitindo uma representação mais natural do relacionamento entre seus personagens. Embora não conseguiu o papel de Loomis, Walls permaneceu no filme no papel menor de Steve Orth, namorado de Casey Becker. David Arquette também foi cotado para o papel de Loomis, mas estava mais interessado no papel de Dewey Riley, o irmão mais velho de Tatum. O papel, descrito como "hunk", foi considerado mal adequado para a aparência magra de Arquette, mas ainda assim, ele fez a audição. Craven apreciou sua abordagem mais doce e divertida para o personagem e deu-lhe o papel.
Matthew Lillard fez teste para o papel de Stu Macher, namorado de Tatum e amigo de Loomis, quando foi acompanhar sua namorada para uma audição, não relacionada ao filme, que estava ocorrendo no mesmo prédio. A diretora de elenco, Lisa Beach, viu-o em um corredor e pediu-lhe que fizesse uma audição. Ele entrou no papel com uma "ferocidade incrível". O papel de Randy Meeks foi disputado entre Jamie Kennedy, Jason Lee e Breckin Meyer. Os produtores preferiram Kennedy, acreditando que ele melhor encarnou o personagem, apesar deste nunca ter tido papéis importantes no cinema. Ainda assim, o estúdio queria um ator mais experiente do que ele para interpretar o personagem, mas os produtores estavam convencidos de que ele era a melhor escolha e insistiu, com sucesso, para mantê-lo. Roger L. Jackson, voz do personagem Ghostface, foi escolhido no final de várias semanas da escolha de elenco em Santa Rosa, onde partes do filme foram filmadas. Inicialmente, os produtores pretendiam que sua voz fosse dublada durante a pós-produção. Porém, decidiram que a contribuição de Jackson era perfeita e a manteve. Craven descreveu-a como uma voz "inteligente" e "assustadora" que se tornará indispensável para a série. Para facilitar o seu desempenho, não foi permitido que Jackson conhecesse os outros atores, impedindo-os de associar um rosto com a voz. Jackson estava presente no set, mas só pôde falar com os atores por telefone.
Outros membros secundários do elenco incluem William Earl Brown como Kenny, o cinegrafista de Gale Weather; Joseph Whipp como o xerife Burke; Lawrence Hecht como Neil Prescott, o pai de Sidney; e C.W. Morgan como Hank Loomis, pai de Billy. Liev Schreiber apareceu em um papel menor como Cotton Weary, injustamente acusado pelo assassinato da mãe de Sidney. Atriz Linda Blair fez um breve cameo como a repórter de televisão fora da escola. Henry Winkler como o diretor Himbry.

### Filmagens
As filmagens duraram oito semanas, de 15 de abril até 8 de junho de 1996, com um orçamento de 15 milhões de dólares. Os irmãos Weinsteins queriam filmar em Vancouver, Canadá, porque poderiam economizar cerca de um milhão em comparação nos Estados Unidos. Porém, Craven insistiu que fosse gravado nos Estados Unidos, pois queria fazer um filme "verdadeiramente americano". A discussão em relação aos locais de filmagens, quase fez com que o diretor fosse demitido do projeto, mas os Weinsteins finalmente concordaram em manter a produção no país. A equipe pensou em gravar na Carolina do Norte, mas os locais que eram apropriados para as filmagens necessitavam de construção, reparos ou modificação, o que aumentaria ainda mais os custos.

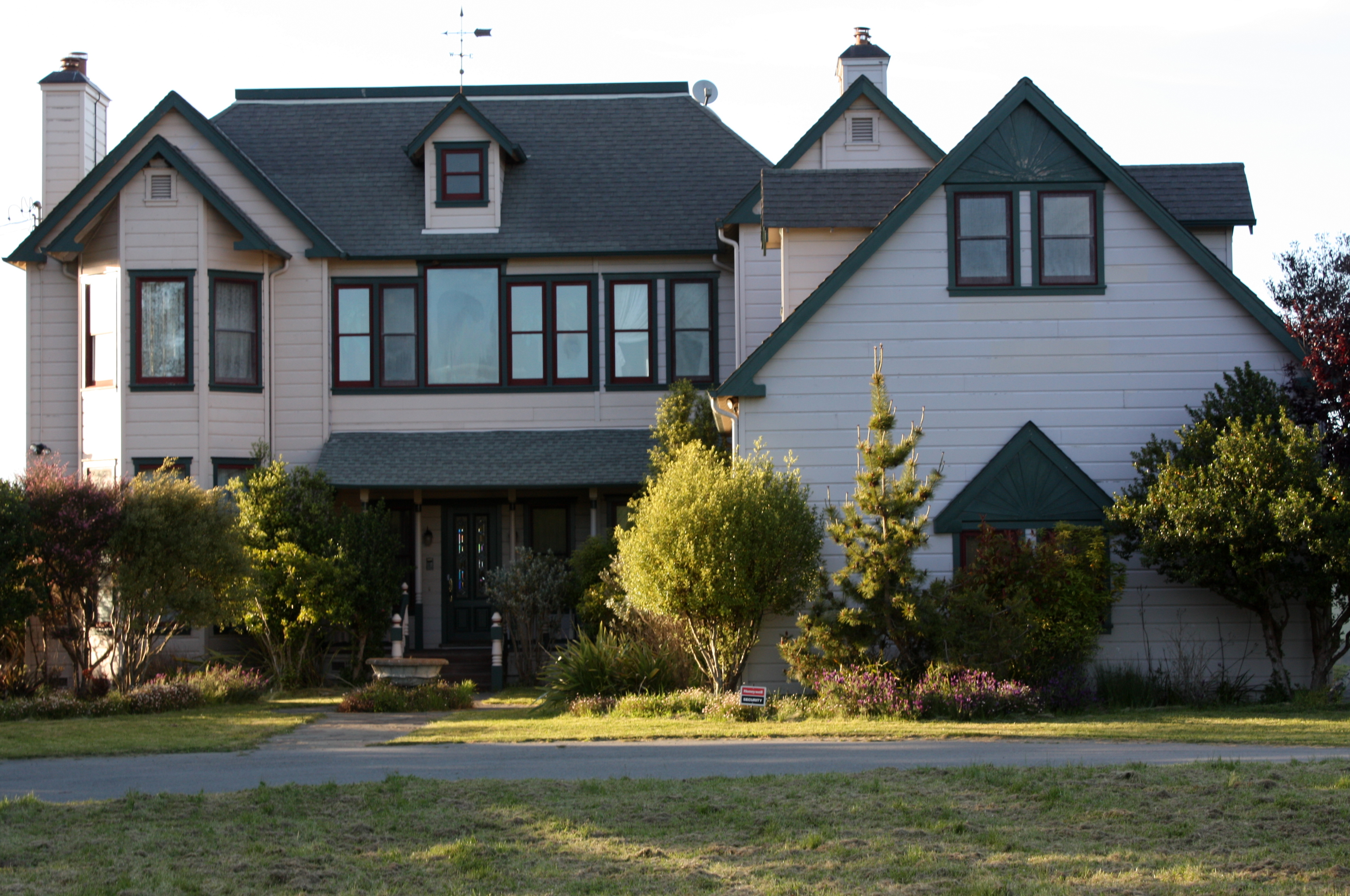
A casa de Stu Macher, onde ocorrem os 40 minutos finais do filme

O estado da Califórnia mostrou-se ser um local ideal. A produção encontrou locais apropriados como o condado de Sonoma e as cidades de Santa Rosa, Healdsburg e a baía Tomales. A casa de Casey Becker está localizada a sudeste de Santa Rosa na Estrada de Sonoma Mountain, em frente à casa usada no filme de terror Cujo (1983). A residência de Sidney Prescott está localizada perto de Calistoga, ao norte de Santa Rosa. Já a de Tatum está situada na Avenida McDonald em Santa Rosa, ao lado das casas usadas em Shadow of a Doubt (1943) e Pollyanna (1960). A propriedade de Stu, local onde ocorre o final do filme, localiza-se na estrada Tomales, leste de Tomales Bay, que ficara disponível um pouco antes das filmagens, após a morte de seus proprietários. A praça da cidade de Woodsboro, incluindo a fonte onde o elenco principal se reúne no inicio do filme, foi filmada na cidade de Healdsburg. A loja de vídeo onde Randy trabalha é chamada de Vídeo Bradley e também localiza-se em Santa Rosa.
Em relação à Escola Secundária de Woodsboro, Craven queria um edifício estilo "americano", então os produtores escolheram a Escola de Ensino Médio de Santa Rosa. O conselho escolar insistiu em ver o roteiro e, após lê-lo, imediatamente se opôs à violência contra crianças e adolescentes e ao diálogo "sombrio" do diretor Himbry. Os jornais locais criticaram o projeto, e os pais dos alunos [da instituição] se opuseram às gravações do filme em instalações escolar. Essas oposições foram devido a violência do filme que lembra o sequestro e assassinato de Polly Klaas, ocorrido três anos antes, que deixou a área temerosa. Contudo, a produção recebeu apoio dos alunos e de alguns moradores locais, que reconheceram que benefícios econômicos seriam gerados pela presença do filme. Outros, defenderam os direitos do filme na Primeira Emenda. A disputa resultou em um debate de três horas que aconteceu em 16 de abril, um dia após as filmagens começarem, pois o diretor não queria que a produção atrasasse e começou a filmar como programado, no dia 15. Ele começou com a cena de abertura do filme, que apresenta Barrymore; a cena levou cinco dias para ser concluída. Posteriormente, surge a noticia de que a permissão para gravar na Escola de Ensino Médio de Santa Rosa foi negada, fazendo com que os produtores encontrassem outro local para a escola, que acabou por filmar no Sonoma Community Center, a sudeste de Santa Rosa.
As filmagens receberam críticas desde o início. Bob Weinstein não gostou da máscara de Ghostface, dizendo que não era "assustadora". Depois de analisar todas as imagens da cena de abertura, o estúdio estava preocupado de que o filme estava progredindo em uma direção indesejada e até pensou em substituir Craven. Para reduzir suas preocupações, o diretor e Patrick Lussier desenvolveram uma versão rudimentar de cena de abertura com 13 minutos para mostrar como o filme poderia ser concluído. Depois de ter acesso ao vídeo, o estúdio deixou Craven continuar na direção, e após ver a máscara "em ação", Weinstein ficou convencido e achou-a assustadora. O terceiro e último ato do filme, com mais de quarenta minutos de duração, é ambientado numa festa na casa onde Ghostface ataca. Ele foi filmado em uma propriedade vaga em Tomales e durou mais de 21 noites para a conclusão, porque a produção tinha que parar ao amanhecer. A cena, rotulada "cena 118", foi considerada a mais difícil de gravar, pois ocorreu inteiramente em um local onde as histórias de vários personagens evoluem e, também, onde muitos são mortos. Os atores passaram semanas realizando as intensas cenas emocionais e físicas, cobertos de sangue e ferimentos falsos.
Uma semana antes do final das filmagens, o diretor de fotografia Mark Irwin fora demitido após uma revisão das gravações, na qual Craven percebeu que as filmagens estavam fora de foco e inutilizáveis. Ele pediu para que Irwin demitisse sua equipe de filmagem, mas este retrucou que se ela fosse demitida, também teriam que demiti-lo. A produção resolveu o demitir e substituíram-no por Peter Deming, que terminou o filme.

### Efeitos especiais e arte

Na primeira imagem, uma réplica do rosto de Barrymore; na segunda, o manequim usado para a cena de morte de Steve Orth (é possível observar o ator ajoelhado atrás da cadeira).

Para produzir os efeitos violentos no filme, os produtores contrataram os maquiadores de efeitos especiais Howard Berger, Robert Kurtzman e Gregory Nicotero da KNB Effects. Uma das primeiras tarefas foi a produção de uma máscara para o assassino. Em seu roteiro, Williamson apenas descreveu o antagonista como um "assassino com máscara", não fornecendo informações específicas sobre o modelo dela ou até mesmo do traje. Enquanto explorava a localização das filmagens, Marianne Maddalena encontrou a máscara de Ghostface dentro da casa que foi usada para o filme Shadow of a Doubt. Ao vê-la, Craven interessou-se imediatamente e propôs seu uso, mas os direitos da máscara pertenciam à Fun World, uma empresa de fantasias. Foi-lhe dito para criar uma nova máscara para que a produção pudesse ter todos os direitos. Então, a KNB desenvolveu vários esboços de máscaras de diferentes formas, porém, todas com aspectos monstruosos, com algumas possuindo até presas. O diretor não encontrou nenhuma com o design da original, então pediu que a KNB desenvolvesse uma baseada nela, com diferenças suficientes para evitar qualquer reivindicação de direitos autorais. A equipe desenvolveu vários moldes com base na original, mas Craven não encontrou nenhuma máscara bem o suficiente para satisfazer as suas expectativas. Desesperado para usá-la, finalmente convenceu o estúdio pedir à Fun World permissão de uso, e esta foi concedida. Enquanto as negociações estavam em andamento, a KNB conseguiu criar uma máscara de espuma fina muito semelhante à original que foi usada em duas cenas do filme: a cena de abertura com a personagem de Barrymore e o assassinato do diretor Himbry. Porém, Craven não gostou dela devido às suas ligeiras diferenças da original e, portanto, usou o design da Fun World pelo restante das filmagens.
A KNB Effects produziu mais de 50 galões de sangue falso, normalmente feito de xarope de milho e corante alimentar, para criar os efeitos visuais de graves ferimentos. Para o efeito de esfaqueamento, a produção utilizou lâminas dobráveis para evitar lesões. Em uma das cenas finais, é usado um guarda-chuva com ponta retrátil contra Ulrich, que usava um colete protetor sob sua camisa. Na segunda sequência do ataque, o colete desamarrou e feriu-o no peito, afetando uma ferida de uma operação de cirurgia cardiovascular. A dor real do ator foi registrada e usada no filme.
Segundo a produção, os efeitos especiais mais complexos foram os cadáveres dos personagens Casey Becker e Steve Orth. Este último foi estripado desde o tórax à pelve e seus órgãos internos foram postos para fora e "rolaram" até seus pés. Para permitir que Walls ainda continuasse a se mexer e fingir a morte depois que seu personagem é retalhado, a KNB projetou uma cadeira sem apoio traseiro. O ator se ajoelhou atrás dela e apenas sua cabeça aparece, enquanto o restante do corpo é de manequim. O abdômen falso foi preenchido com borracha, látex e pedaços de gelatina manchados com sangue falso que representam os órgãos internos que poderiam cair por conta própria sem a necessidade de usar computação gráfica. O segundo efeito complexo foi a personagem de Barrymore sendo estripada e pendurada em uma árvore. A equipe utilizou uma abordagem semelhante à anterior, porém replicou o corpo inteiro da atriz, pois seria impossível esconder seu corpo real atrás do manequim e pendurá-lo.

### Pós-produção
Com o fim das filmagens em junho de 1996, Craven passou dois meses editando o conteúdo final. Ele teve conflitos repetidos com o sistema de classificação de filmes Motion Picture Association of America (MPAA) em relação ao conteúdo de algumas cenas, sendo forçado a limitar ou diminuir as cenas mais intensas e a violência geral para evitar uma classificação NC-17 (Sem crianças abaixo de 17 anos), que é considerada "suicídio na bilheteria" — os cinemas e lojas, muitas vezes se recusam a comprar e distribuir produtos que obtêm esta classificação. Embora a Dimension já tivesse lançado filmes classificados com NC-17, a classificação tornou esses filmes difíceis de comercializar, atraindo poucos espectadores. A produtora estava preocupada para que a obra recebesse pelo menos uma classificação R (Restrito) e os produtores afirmaram que os cortes exigidos eliminariam os elementos-chave do filme e reduziam sua qualidade. A cena de abertura com Barrymore foi uma das partes mais difíceis de ser aprovada na MPAA, que exigiu cortes com base em sua "intensidade". Craven mentiu, afirmando que ele tinha apenas uma tomada da cena e não poderia substituí-la por algo menos intenso, fazendo com que a MPAA a permitisse.
Craven enviou oito cortes diferentes do filme exigidos pela MPAA. As cenas violentas tiveram de ser cortadas ou reduzidas, como a morte sangrenta de Steve Orth, que foi necessário remover quaisquer movimentos dos órgãos internos do personagem; a cena em que Kenny tem sua garganta cortada foi preciso reduzir seu comprimento, pois a MPAA afirmou que a expressão angustiante do ator era "perturbadora"; assim como tiveram que encurtar o tempo em que a personagem Tatum Riley tem sua cabeça esmagada. A MPAA ainda teve problemas com uma cena no final, onde os assassinos (Ulrich e Lillard) esfaqueiam um ao outro, criando uma cena muito sangrenta, exigindo que o sangue não pudesse ser visto em movimento — como saindo do corpo, por exemplo. Seria improvável o filme alcançar uma classificação R sem os cortes exigidos. Com a data de lançamento aproximando-se, Bob Weinstein interveio e contatou pessoalmente a MPAA, porque ele acreditava que havia um mal entendido em relação ao gênero do filme e estavam concentrando-se demais nos elementos de terror, explicando que, embora concordasse com a avaliação de que o filme era "intenso", a obra também tinha elementos cômicos e sátiros; não era apenas um filme de terror que glorificava a violência. A MPAA reconsiderou sua decisão e, pouco tempo depois, o filme recebeu a classificação R.

## Trilha sonora

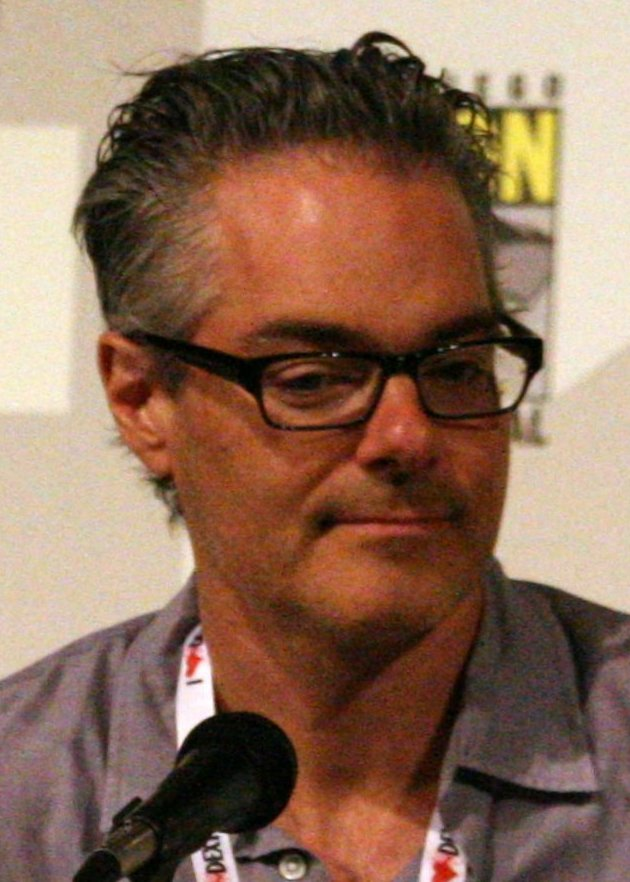
Marco Beltrami recebeu elogios pelo seu trabalho como compositor do filme. Também compôs a trilha sonora dos outros filmes da franquia

A trilha sonora de Scream foi composta por Marco Beltrami, sendo seu primeiro trabalho em um longa-metragem. A assistente de Craven, Julie Plec, queria um compositor que fosse "novo", "moderno" e "maravilhoso", então o nome de Beltrami foi sugerido por várias pessoas, fazendo com que a produção contatasse-o para ele apresentar seu trabalho. Craven, impressionado com o que ouviu, pediu que o compositor fosse ao set para assistir os treze minutos iniciais do filme, que contêm a introdução e a morte da personagem de Barrymore. Beltrami ficou encarregado de compor uma trilha para esta cena, que seria revista, posteriormente, pelos produtores e pelos irmãos Weinstein. Beltrami foi contratado para trabalhar no filme inteiro com base em seu trabalho para os treze minutos iniciais, mas ele não teve nenhuma experiência anterior em um filme de terror, e isso fez com que Craven e o editor Patrick Lussier ajudassem-no sobre como compor uma música que aumentaria a tensão e como enfatizar os momentos mais intensos do filme. O diretor queria que a música aumentasse intencionalmente a tensão durante as cenas onde a audiência já poderia prever o que aconteceria pela experiência de filmes de terror anteriores. O volume seria aumentado para indicar que o assassino estaria escondido atrás de uma porta, por exemplo, mas quando esta fosse aberta não teria nada.
Beltrami decidiu compor a música ignorando intencionalmente os estilos convencionais de terror, inspirando-se mais no estilo dos filmes ocidentais, tendo influência de Ennio Morricone.

### Composição dos temas
Ao compor o tema para o personagem Dewey (Arquette), Beltrami o descreveu como um "peculiar" xerife do velho oeste e usou um acompanhamento de guitarra no estilo de Morricone. O tema de Sidney Prescott, intitulado "Sidney's Lament", apresenta um arranjo de coral feminino que expressa "tristeza" em relação à situação da personagem. O compositor afirmou que a "voz" que se ouve ao longo da melodia é a voz da personagem, "lamentando" a perda de sua mãe. Christian Clemmensen, da Filmtracks, chamou as vozes de "assustadoras" e considerou o tema como a "voz da franquia"; sendo este usado em todas os outros três filmes posteriores.
Para o tema "Altered Ego", usado no confronto final com o assassino, usou-se efeitos "ondas" de vento, surdinas, agudo no trompete, grave no trombone/instrumentos de sopro, cordas no estridentes e entre outros. Em "Chasing Sidney", Beltrami criou uma melodia mais vibrante para dar ênfase à perseguição de Sidney, e para isso, optou por metais e síncope de instrumentos de percussão, além de ritmos típicos de filmes ação. O papel dos efeitos eletrônicos sempre usados no fundo musical são para acentuar o lado terrível e de pânico na música. O compositor também traz a emoção real de Sidney para o filme através das performance orquestrais, não hesitando em "A Cruel World", no qual retrata e evoca o isolamento da personagem tentando esquecer as más recordações ressurgentes dos primeiros assassinatos [de Casey e Steve]. Para expor a fragilidade foi necessário a melodia de piano acompanhado de harpa, cordas e algumas vozes femininas ligadas a Sidney. É essa tristeza quase introspectiva que traz uma emoção rara nesta terrível trilha sonora, trazendo ao mesmo tempo um alívio considerável ao compositor, pois o restante foram próprias de terror. "Trouble In Woodsboro" também se destaca por sua atmosfera misteriosa onde Beltrami revela uma outra faceta de seu estilo: os ritmos pop eletrônico e sintetizadores modernos. Os sintetizadores ritmam e evocam o universo musical adolescente de Woodsboro na cena em que descobre-se que Casey e seu namorado foram assassinados. A atmosfera trazida na música nesta cena é particularmente estimulante, uma mistura de mistério e apreensão. A última faixa da trilha sonora de Scream é nomeada "NC-17", que aparece na cena de relação sexual entre Sidney e Billy, que foi feita com base em uma nova voz usada do tema de Sidney ["Sidney's Lament"] juntamente com ritmos eletrônicos modernos e sensuais. Toda a beleza e fragilidade da personagem são mostradas nesta parte, tida como "bela" e "indispensável" para a trilha sonora do filme.

### Álbuns
O álbum com a trilha sonora original do filme foi lançado em 17 de Dezembro de 1996 pela TVT Records. A trilha sonora apresenta 11 músicas — a maioria das quais apareceu em várias cenas do filme — e mais uma faixa bônus, a "Trouble In Woodsboro"/"Sidney's Lament", de Beltrami. A versão da "School's Out", de Alice Cooper, apareceu no filme após o cancelamento das aulas, mas no álbum foi substituída por uma versão cover da banda The Last Hard Men. Uma versão acústica de "Do not Fear the Reaper", da Blue Öyster Cult, realizada pelo cantautor Gus Black, toca suavemente em segundo plano enquanto Sidney e Billy discutem seu relacionamento. O analista Jeff Smith descreve a escolha musical como:
Um comentário irônico sobre a brutalidade que acabamos de ver na sequência de abertura. Mais importante ainda, no entanto, a alusão ao clássico Blue Öyster Cult reformula o título da música literalizando o seu significado. Enquanto o próprio título invoca o Reaper como um símbolo popular para a morte, o filme apresenta-nos com uma pessoa real, que não só se veste como Grim Reaper, mas também desencadeia vingança homicida sobre os outros personagens da obra. A ironia aqui, é claro, é que o próprio Billy é um dos dois assassinos do filme e, de fato, é o Reaper que se teme.
A música "Red Right Hand", da Nick Cave and the Bad Seeds, ouvida no primeiro filme, também é usada em Scream 2 e Scream 3. Nick Cave realizou uma versão da faixa escrita especificamente para Scream 3. Uma versão alternativa do vídeo musical "Drop Dead Gorgeous", da banda Republica, com clipes do filme, foi exibida em redes musicais, como a MTV. Embora a música possa ser ouvida no filme, ela não está incluída no álbum da trilha sonora. A canção também foi usada em um dos comerciais de televisão do filme. O álbum da trilha sonora não foi considerado um sucesso, deixando de aparecer no Billboard 200. AllMusic premiou-o com 3 em 5 estrelas.

## Lançamento

### Exposição
A estreia do filme ocorreu em 18 de dezembro de 1996 no teatro AMC Avco em Westwood, Los Angeles em 1 413 salas, sendo, posteriormente, lançado em outras 37 nações.[carece de fontes?] Bob Weinstein decidiu lançá-lo no dia 20 de dezembro, data que muitos criticavam, pois era a época do Natal, onde filmes familiares e típicos da época eram os mais procurados. Weinstein afirmou que este era o melhor momento para o lançamento, pois os fãs de terror e adolescentes não tinham nada interessante para assistirem durante o mês de dezembro. Sua primeira apresentação fora do território norte-americano aconteceu no Brasil, onde a obra estreou sob o título Pânico, em 31 de janeiro de 1997. O segundo país foi a Austrália, exibida no dia 13 de fevereiro. Seu próximo lançamento aconteceu no dia 10 do mês seguinte, na Espanha, nomeado Scream: Vigila quién llama. Em 26 do mesmo mês, estreou na Finlândia. No mês de maio, sua exibição foi no Reino Unido, Hong Kong, Irlanda, África do Sul e Filipinas nos dias 1, 8, 16, 16 e 28, respectivamente. Em 13 de junho, foi lançado Noruega, sob o nome de Skrik; no dia 27 do mesmo mês, estreou na Dinamarca e em Portugal, neste, intitulado Gritos. Em território asiático, estreou na Singapura em 14 de agosto, na Turquia no dia seguinte e no Japão no dia 23, tendo sido intitulado Sukurimu. Suas últimas estreias do ano aconteceram na Grécia, dia 10; Alemanha, dia 30; Austria e México dia 31 do mês de outubro. Em 1998, terminou seus lançamentos no Chile, no dia 8 de janeiro; Venezuela, 18 de março; Hungria, 7 de maio e Coreia do Sul, no dia 16 de janeiro de 1999.

### Classificação indicativa
Nos Estados Unidos, Scream recebeu da Motion Picture Association of America (MPAA) uma classificação R (Restrito), embora a organização inicialmente concedê-lo-ia uma classificação NC-17 (Sem crianças abaixo de 17 anos), pelo seu conteúdo de violência e gore, profanidade, linguagem, consumo de drogas e álcool e cenas assustadoras/intensas. Porém, Bob Weinstein e Craven convenceram-na de que não era apenas terror, fazendo com que ela concordasse e levasse em conta apenas a "violência gráfica de terror e gore e a linguagem". O portal Common Sense Media recomendou-o apenas para maiores de dezesseis anos. Já os pais e crianças usuários do portal recomendaram-no para maiores de quatorze anos. Em território francês, foi proibido para menores de 12 anos. No Brasil, em seu lançamento para a televisão, o filme foi classificado como "impróprio para menores de quatorze anos e inadequado para antes das vinte e uma horas", de acordo com o Departamento de Justiça, Classificação, Títulos e Qualificação (DEJUS).

### Formato doméstico
Scream foi lançado nos Estados Unidos em formato Laserdisc (versão sem censura) em 2 de julho de 1997, VHS em 2 de dezembro de 1997 e em DVD no dia seguinte. Um formato Laserdisc com áudio em DTS (versão sem censura) foi lançado em 26 de agosto de 1998, seguido por uma edição de colecionador em 8 de dezembro, contendo o filme, o trailer original, as entrevistas com o elenco, comentários do diretor e informações dos bastidores; sendo todos esses lançamentos realizados pela Buena Vista Home Entertainment. Após o lançamento de Scream 3, este e os dois primeiros filmes foram reunidos em uma coleção intitulada "The Ultimate Scream Collection" pela Dimension Films em 26 de setembro de 2000, nesta coleção veio uma caixa coletânea contendo os três filmes e um disco extra contendo "Behind the Scream" — um bônus de 30 minutos apresentando a produção dos três filmes, as audições do elenco e momentos engraçados durante a produção.
Scream também lançado em VHS na França, Hong Kong, Japão e Grã-Bretanha em 1997. Na Alemanha, em 1998, e também uma edição especial japonesa foi lançada no mesmo ano. O filme permaneceu sem lançamento em DVD em alguns territórios estrangeiros, incluindo na Europa, até 2001. A edição especial japonesa de 1998 veio com a versão sem censura, que continha o gore e violência originais removidos pela MPAA. Scream foi lançado na Europa juntamente com Scream 2 e Scream 3 em 26 de fevereiro pela Buena Vista Home Entertainment. Cada DVD continha os conteúdos adicionais encontrados na edição de colecionador dos EUA, incluindo cenas excluídas, outtakes, trailers, vídeos de música e comentários da produção. Os três filmes também foram vendidos numa coleção intitulada "Scream Trilogy", lançada em 26 de fevereiro de 2001.
Em 29 de março de 2011, duas semanas antes do lançamento do Scream 4, os três primeiros filmes foram lançados no território norte-americano em Blu-ray pela Lionsgate Home Entertainment. O Blu-ray apresenta os filmes em alta definição em 1080p e contêm todos os bônus encontrados na edição de colecionador, incluindo outtakes e cenas excluídas. No Brasil, o lançamento da quadrilogia em Blu-ray aconteceu em 2012.[carece de fontes?]

## Recepção

### Bilheteria
O filme teve sua estreia em 18 de dezembro de 1996, numa sexta feira, e em seus dois dias de exibição, que já deu seu primeiro fim de semana, arrecadou 6 354 586 de dólares, em 1 413 salas de cinemas, chegando ao quarto lugar nas bilheterias. Na semana seguinte — de 27 de dezembro a 2 de janeiro —, teve um aumento de 38.7%, arrecadando 16 891 105 dólares, sendo o quinto filme mais assistido. Na terceira semana, teve um declínio de -20.0%3 na bilheteria, porém um aumento nas salas de cinemas de 287%, com arrecadação de 13 512 881 dólares, tornando-se o terceiro filme mais procurado pelo público americano. Neste ponto, a obra já tinha arrecadado 42 581 523 dólares. Durante a quarta e sexta semana, sua bilheteria sofreu oscilações, variando entre 9 549 527 a 5 304 873 de dólares, apesar de sua participação nos cinemas ter sido positiva durante todo esse tempo — +96 na quarta semana; +71, na quinta e fechando a sexta com +90. A obra concluiu sua exposição ao público norte-americano em 12 de maio de 1997, tendo angariado 103 046 663 de dólares, tornado-se a 13.ª maior arrecadação do ano no país, a 6.ª maior arrecadação para um filme com classificação R (Restrito), a 624.ª maior bilheteria de sempre, sendo atualmente o filme mais bem sucedido do gênero Slasher e da série de filmes Scream. Internacionalmente, arrecadou 70 000 000 de dólares — representando 40.5% de sua bilheteria, e um total mundial de 173 046 663 de dólares, tornado-se a 15.ª maior bilheteria mundial do ano.

### Crítica
Scream foi bem recebido pela crítica após seu lançamento. No agregador de resenhas Rotten Tomatoes, obteve "Certified Fresh" 79% de aprovação com base em 82 análises, com o consenso de que: "A desconstrução revolucionária do gênero pelo ícone do terror Wes Craven é inteligente, espirituosa e surpreendentemente eficaz em um filme slasher em si, mesmo que seja um pouco insolente demais para alguns". No Metacritic, o filme detém uma pontuação de 65 em 100, com base em 25 avaliações, indicando avaliações "geralmente favoráveis". Peter Stack, do San Francisco Chronicle, apreciou a mudança dos filmes slasher adolescente da década de 1980 e suas "intermináveis sequências laboriosas e não qualificadas". Kevin Thomas, do The Los Angeles Times, chamou-o de "uma bravura, provocante de envio de imagens de terror" e elogiou o filme por ser "assustador e terrível", evitando um senso de "morbidade". Adam Smith, da Empire, descreveu-o como "inteligente, ativo e divertidamente sangrento". O roteiro de Williamson foi elogiado por ter uma "trama diabolicamente complicada e inteligente" que "mistura habilmente a ironia, auto-referência e comentário social irônico com calafrios e derramamentos de sangue". Time Out London.com apreciou a inteligência e as ameaças do filme, e elogiou o elenco: "finalmente, um filme de terror para gritar!" Film4 citou New Nightmare (1994), do próprio Craven, e seus personagens auto-conscientes como inspiração para Scream, mas declarou que, enquanto New Nightmare foi um "fracasso nobre – muito inteligente, mas inegavelmente pouco assustador", Scream não é "simplesmente inteligente, [...] a partir da cena de abertura de tirar o fôlego (com Barrymore como a garota em perigo) em diante [é] simplesmente aterrorizante".

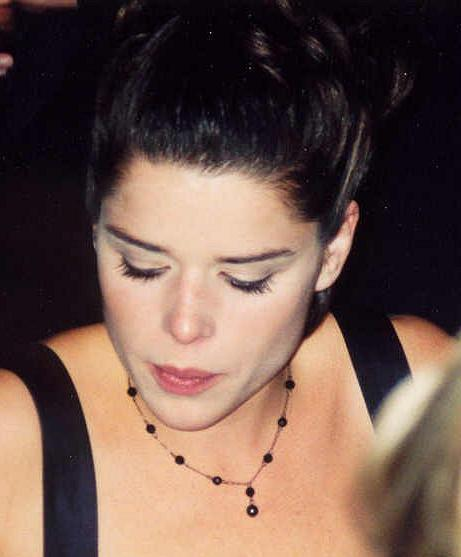
Após o lançamento do filme, Campbell entrou em diversas publicações das "Maiores Rainhas do Grito do Cinema".

O crítico Roger Ebert, do Chicago Sun-Times,  premiou-o com três estrelas de quatro permitidas, gostando "[d]as piadas e dos personagens autoconscientes", mas ficou confuso se o nível de violência foi "desarmado pela ironia que o filme o usa e dialoga". "Comparado com a maioria dos filmes de terror atualmente, este é ouro: não é estúpido e nem ridículo, e consegue dar espantos bastante desagradáveis", escreveu Frank Lovece para a TV Guide. O crítico Keith Phipps, do The A.V. Club, deu-lhe quatro estrelas e meia de cinco, chamando-o de "Finamente trabalhado, tenso e assustador, do início ao fim". Leonard Klady, da Variety, o recebeu com críticas mistas: "Embora o conteúdo seja mais inteligente do que o usual e tenha um toque incomum no terceiro ato, ele também emprega alguns estereótipos muito fracos", embora elogiou o "forte" elenco, destacando as performances de Campbell e Ulrich como "carismáticas". Paul Malcolm, da revista L.A. Weekly, elogiou-o: "Um filme meta-horror que parodia graciosamente o gênero com clichês e sabedoria. É também o mais assustador filme que Craven fez desde A Nightmare on Elm Street", e Marc Savlov, do Austin Chronicle, concordou "Craven obviamente está com a bola aqui, e é impossível não se sentar para uma olhada neste passeio sombrio e sangrento." Elogios também vieram de James Berardinelli, do site ReelViews, "Scream é uma raridade: uma paródia de filmes de terror que consegue quase que provocar medo como risadas."
Marcelo Milici, do site brasileiro Boca do Inferno, deu-lhe a classificação máxima de cinco caveiras, afirmando: "Divertido do começo ao fim, Pânico é um filme obrigatório para todos aqueles que curtem filmes de terror! Uma lição de sobrevivência para o gênero e para aqueles que um dia tiverem que responder perguntas sobre produções assustadoras para sobreviver a um assassino mascarado! A propósito, qual é o seu filme de terror favorito?"
Janet Maslin, do New York Times, não apreciou-o muito, dizendo que "não tudo de Scream é tão arrepiante. Craven quer as coisas em ambos os sentidos, reunindo o material assustador enquanto o aparece com um humor zombeteiro. Nem mesmo os fãs de terror que podem responder todas às perguntas triviais desse filme podem estar totalmente confortáveis com uma mistura tão abusiva". A BBC afirmou que o filme tinha promessa, dizendo "Parecia ser inteligente, perigoso, espirituoso e fresco", mas passou a rotulá-lo como derivado dos filmes que satirizou: "Scream se esgota de humor e, por sua vez, rouba de si mesmo a chance de fazer com que o público tome as emoções e os derramamentos [de sangue] que oferece seriamente".

### Distinções
Desde sua estreia, Scream é tido como um dos melhores filmes do seu gênero e frequentemente tem entrando em listas ou classificações como tal. Em junho de 2001, como parte do AFI de 100 Anos..., do Instituto Americano do Cinema, o filme foi escolhido como um dos candidatos para entrar na lista "100 Anos... 100 Suspenses". Em 2003, o personagem Ghostface foi nomeado na categoria "100 Anos... 100 Heróis e Vilões" e, em 2005, "Você gosta de filmes de terror?", frase falada por Roger Jackson (dublador da voz de Ghostface), foi nomeada ao "100 Anos... 100 Citações em Filmes", uma lista das melhores citações cinematográficas. Em 2008, o periódico americano Entertainment Weekly elegeu-o 32.º melhor filme sobre o colegial de sempre e apelidou-o de um "Novo Clássico", classificando-o no 60.º dos 100 Melhores filmes dos últimos 13 anos. Em 2004, a cena de abertura com a morte da personagem de Barrymore posicionou-se no número 13 dos 100 Momentos Mais Assustadores do Cinema (no original, 100 Scariest Movie Moments), do Bravo, assim como na lista de mesmo nome feita pelo The A.V. Club em 2016, na qual ficou no segundo lugar. Na divulgação da Empire dos "500 Melhores Filmes de Todos os Tempos", alcançou a 482.ª posição. A revista Complex listou-o em várias de suas publicações, como em sua lista de "Personagens de filmes dos anos 90 que você cresceu apaixonando" (Tatum Riley), o 31.º dos "50 melhores filmes dos anos 90", o décimo dos "25 melhores filmes slasher já feitos" e dos "15 melhores terror-comédia de sempre", a 6.ª das "25 heroínas de filmes terror mais duronas" (Sidney Prescott) e fechou a lista dos "75 cartazes de filmes mais icônicos de todos os tempos". Além disso, figurou na lista "Os Melhores filmes de terror de todos os tempos", compilada pela Time Out, que escreveu "O conhecimento dos personagens e do público [sobre filmes de terror] de alguma forma conspirou para tornar tudo mais convincente – se não 'real'", assim como nas publicações de mesmo título das revistas Empire, ficando na terceira classificação, e da Paste, na 52.ª posição. Ghostface ficou em 2.º lugar na lista dos dez melhores vilões slasher para o site Fandango, entre os "30 Vilões Mais Cruéis de Filmes de Terror", numa contagem feita pelo site Games Radar. Em 2012, numa votação dos leitores do site IGN, ficou em #19 na lista dos "25 Maiores Vilões de Sempre do Terror" e em 2013, numa outra votação semelhante para a revista Paste, em #8 entre os "10 Vilões Mais Icônicos de Filmes de Terror".
Pela sensação que o filme tornou-se após o seu lançamento, recebeu diversas nomeações a prêmios nacionais e internacionais. Nos Prêmios Saturno de 1996, recebeu seis indicações, das quais venceu três, sendo indicado nas categorias de Melhor Diretor, Melhor Ator Coadjuvante (Ulrich) e Melhor Atriz Coadjuvante (Barrymore) e vencendo nas de Melhor Filme de Terror, Melhor Atriz (Campbell) e Melhor Roteirista (Williamson). No MTV Movie Awards de 1997 foi indicado a Melhor Desempenho Feminino (Campbell) e venceu Melhor Filme.
| Ano  | Prêmio                                      | Categoria                                                         | Indicado            | Resultado | Ref.                |
| ---- | ------------------------------------------- | ----------------------------------------------------------------- | ------------------- | --------- | ------------------- |
| 1996 | International Horror Guild                  | Melhor Filme                                                      | Scream              | Venceu    | [ 115 ]             |
| 1996 | Prêmio Saturno                              | Melhor Atriz                                                      | Neve Campbell       | Venceu    | [carece de fontes?] |
| 1996 | Prêmio Saturno                              | Melhor Diretor                                                    | Wes Craven          | Indicado  | [carece de fontes?] |
| 1996 | Prêmio Saturno                              | Melhor Filme de Terror                                            | Scream              | Venceu    | [ 116 ]             |
| 1996 | Prêmio Saturno                              | Melhor Ator Coadjuvante                                           | Skeet Ulrich        | Indicado  | [carece de fontes?] |
| 1996 | Prêmio Saturno                              | Melhor Atriz Coadjuvante                                          | Drew Barrymore      | Indicada  | [carece de fontes?] |
| 1996 | Prêmio Saturno                              | Melhor Roteiro                                                    | Kevin Williamson    | Venceu    | [carece de fontes?] |
| 1997 | MTV Movie Award                             | Melhor Atriz                                                      | Neve Campbell       | Indicada  | [ 114 ]             |
| 1997 | MTV Movie Award                             | Melhor Filme                                                      | Scream              | Venceu    | [ 117 ]             |
| 1997 | Gérardmer Film Festival                     | Grand Prize                                                       | Wes Craven          | Venceu    | [ 118 ] [ 119 ]     |
| 1997 | Prêmio Online Film & Television Association | Melhor Atriz em um filme de Ficção científica, fantasia ou terror | Neve Campbell       | Indicada  |                     |
| 1997 | Prêmio Online Film & Television Association | Melhor Filme de Ficção científica, fantasia ou terror             | Scream              | Indicado  | [carece de fontes?] |
| 1997 | Awards Circuit Community Awards             | Melhor Roteiro original                                           | Kevin Williamson    | 2.º lugar | [ 120 ]             |
| 1997 | Awards Circuit Community Awards             | Menção Honrosa                                                    | Scream – Wes Craven | Indicado  | [ 120 ]             |

### Controvérsias
Após seu lançamento, Scream foi acusado de inspirar crimes iguais aos que se passam nele e induzir atos violentos.

#### Nos Estados Unidos
Em janeiro de 1998, Mario Padilla, de 16 anos na época, e seu primo Samuel Ramirez, de 14 anos, esfaquearam a mãe de Mario, Gina Castillo, 45 vezes, matando-na. O caso tornou-se conhecido como o "Scream murder" (na tradução literal, o "Assassinato de Scream") e ganhou atenção da mídia depois que os garotos alegaram que foram inspirados por Scream e Scream 2. Eles confessaram que precisavam do dinheiro adquirido com o assassinato de Gina para comprarem dois trajes de Ghostface e um trocador de voz para cometerem mais assassinatos. Durante o julgamento, a psicóloga Madeline Levine, que estudou o efeito da violência em crianças, declarou: "Havia inúmeras razões pelas quais eles agiram desta maneira. Mas o filme ajudou? Absolutamente!". Esperava-se que o caso destacasse os efeitos de filmes violentos em adolescentes. No entanto, o juiz John Cheroske decidiu que a ligação com Scream seria proibida e que o caso não deveria ser chamado de "Scream murder", recusando o acesso de meios de comunicação no tribunal e ordenando que o caso fosse julgado como apenas assassinato e nada mais.
Em 17 de janeiro de 1999, Ashley Murray, de 13 anos, foi esfaqueado várias vezes na cabeça e nas costas, antes de ser deixado para morrer por seus então amigos Daniel Gill, 14, e Robert Fuller, 15. Mais tarde, ele foi encontrado e salvo por um idoso que estava passeando com seu cachorro. A dupla foi apelidada de "Atacantes de Scream" depois que foi alegado que tinha assistido ao filme pouco antes do ataque, sendo, posteriormente, encontrado desenhos da máscara de Ghostface em seus pertences. Eles também foram acusados de abuso físico, posse de drogas e exposição à magia negra em suas casas. Murray, que posteriormente testemunhou contra os dois, afirmou que acreditava que o filme poderia ter influenciado o ataque.
Em 4 de maio de 1999, após o Massacre de Columbine e os crescentes relatórios da mídia sobre os efeitos de filmes, jogos e outros meios violentos na sociedade, o Comitê de Comércio, Ciência e Transporte do Senado dos Estados Unidos realizou uma reunião sobre a influência da publicidade de filmes de Hollywood sobre os jovens. O comitê focou especificamente em filmes de terror. A cena de abertura de Scream, ou o assassinato da personagem de Barrymore, foi mostrada na reunião como um exemplo de mídia negativa que pode ser vista pelos jovens ou crianças.

#### Na França
Em abril 2000, em Fontenay-aux-Roses, no Altos do Sena, Nicolas, de 16 anos, colocou a máscara de Ghostface e agrediu e esfaqueou o pai e a madrasta. Dois dias mais tarde, em Sarcelles, outro adolescente também foi preso por brigar usando o traje e armado com uma faca.
No ano seguinte, em Saint-Cyr-l'École, cinco jovens usando a máscara assaltaram e estupraram uma jovem de 21 anos. Em junho de 2002, na comuna de Saint-Sébastien-sur-Loire, um estudante de 17 anos, vestindo o traje de Ghostface, assassinou Alice, uma de suas colegas, de 15 anos. O garoto, que de acordo com a sua família não mostrava nenhum transtorno mental, tinha "decidido matar alguém", afirmou aos investigadores. Após esfaquear a vítima 42 vezes, fugiu, após a chegada de um vizinho. Antes de morrer, ela teve tempo de dar o nome de seu assassino, e, em 19 de novembro de 2004, o tribunal de Rennes lhe condenou a 25 anos de prisão (embora a sentença de 22 anos fora imposta em primeira instância).

## Sequências

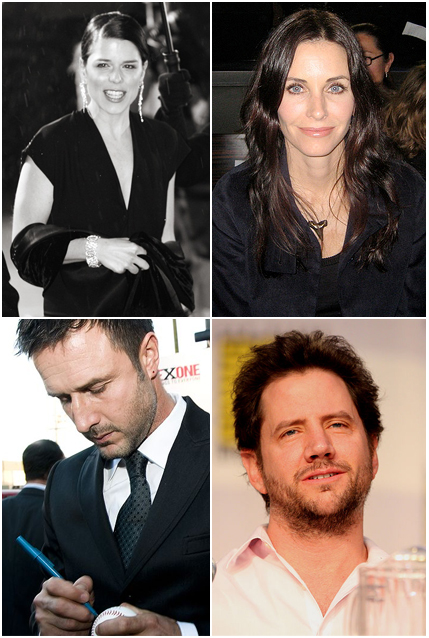
Do alto-esquerdo ao inferior-direito: elenco principal do primeiro filme, Campbell, Cox, Arquette e Kennedy. Cox apareceu em todos os filmes da franquia; Campbell e Arquette, nos cinco primeiros; Kennedy, até o terceiro filme (fazendo, neste último, aparição em vídeo).

Williamson anexou ao roteiro original dois rascunhos de cinco páginas para duas potenciais sequências, na esperança de atrair potenciais compradores, pois eles de fato não estariam apenas comprando um filme, mas sim uma franquia. Quando a Dimension Films o comprou, garantiram ao roteirista que se o original fosse bem sucedido, eles comprariam os dois rascunhos. Após uma pré-estreia bem sucedida, na qual os executivos da Miramax estavam presentes, Craven foi contratado para dirigir as duas futuras sequências. Depois que o filme foi um sucesso crítico e comercial, a primeira sequência foi comprada e entrou em produção enquanto Scream ainda estava nos cinemas, sendo que esta recebeu um orçamento maior que a primeira obra. Todo o elenco sobrevivente — Campbell, Cox, Arquette, Kennedy e Schreiber — retornou, bem como grande parte da equipe de produção, incluindo o editor Patrick Lussier e o compositor Marco Beltrami. O terceiro filme foi produzido apenas 2000, novamente com a mesma equipe de produção e o elenco sobrevivente retornando para, o que seria naquela época, o último filme da trilogia Scream. Os três filmes, realizados em um período de cinco anos, mostraram os encontros de Sidney Prescott com assassinos que se fantasiaram de Ghostface, e esses filmes também mostraram seu relacionamento com sua falecida mãe. Scream 2 também foi bem sucedido criticamente e comercialmente como seu antecessor — recebendo 81% de aprovação no Rotten Tomatoes, enquanto o primeiro teve 79% —, já Scream 3 não se saiu muito bem na crítica, mas teve êxito na bilheteria, com críticos rejeitando-o por ter tornado-se apenas uma sátira.
Quinze anos após o lançamento de Scream e onze anos após o lançamento do terceiro e último filme da trilogia, The Weinstein Company lançou uma nova sequência, Scream 4, em 15 de abril de 2011. Campbell, Cox e Arquette retornam aos seus papéis, e Craven, Williamson e Beltrami também retornam aos seus devidos trabalhos anteriores. The Weinstein Company afirmou que o sucesso do Scream 4 poderia levar a possíveis sequências e uma nova "trilogia Scream", e Campbell, Arquette, Craven e Williamson, também seriam contratados, embora Craven faleceu em 2015. Em 2015, Weinstein e Craven foram um dos produtores executivos da série de televisão Scream, exibida pela MTV Americana desde o dia 30 de junho de 2015. Esta série baseou-se no roteiro de Williamson e segue a história de Emma Duval, uma jovem que é perseguida por um assassino mascarado, sendo este uma adaptação de Ghostface. O último episódio da primeira temporada, intitulado "Revelations", prestou homenagem a Craven, que havia morrido dois dias antes.
Quase vinte e cinco anos após o lançamento de Scream e dez anos após o lançamento de Scream 4, um quinto filme entrou em desenvolvimento, com Matt Bettinelli-Olpin e Tyler Gillett na direção e Kevin Williamson na produção. Campbell, Cox e Arquette (em sua última aparição) reprisaram seus papéis. A produção do filme começou no final do ano em Wilmington, Carolina do Norte, seguindo os protocolos de segurança contra a COVID-19, e o lançamento ocorreu em 14 de janeiro de 2022 nos Estados Unidos. Após seu sucesso de bilheteria, uma sequência, Scream VI, foi anunciada em fevereiro de 2022, com data de lançamento para 10 de março de 2023. No entanto, é a primeira vez em que Campbell não é aparecerá em um filme da franquia; Cox e Hayden Panettiere (cuja primeira aparição foi no quarto filme) desempenham o papel de Gale Weathers e Kirby, respectivamente.

## Legado

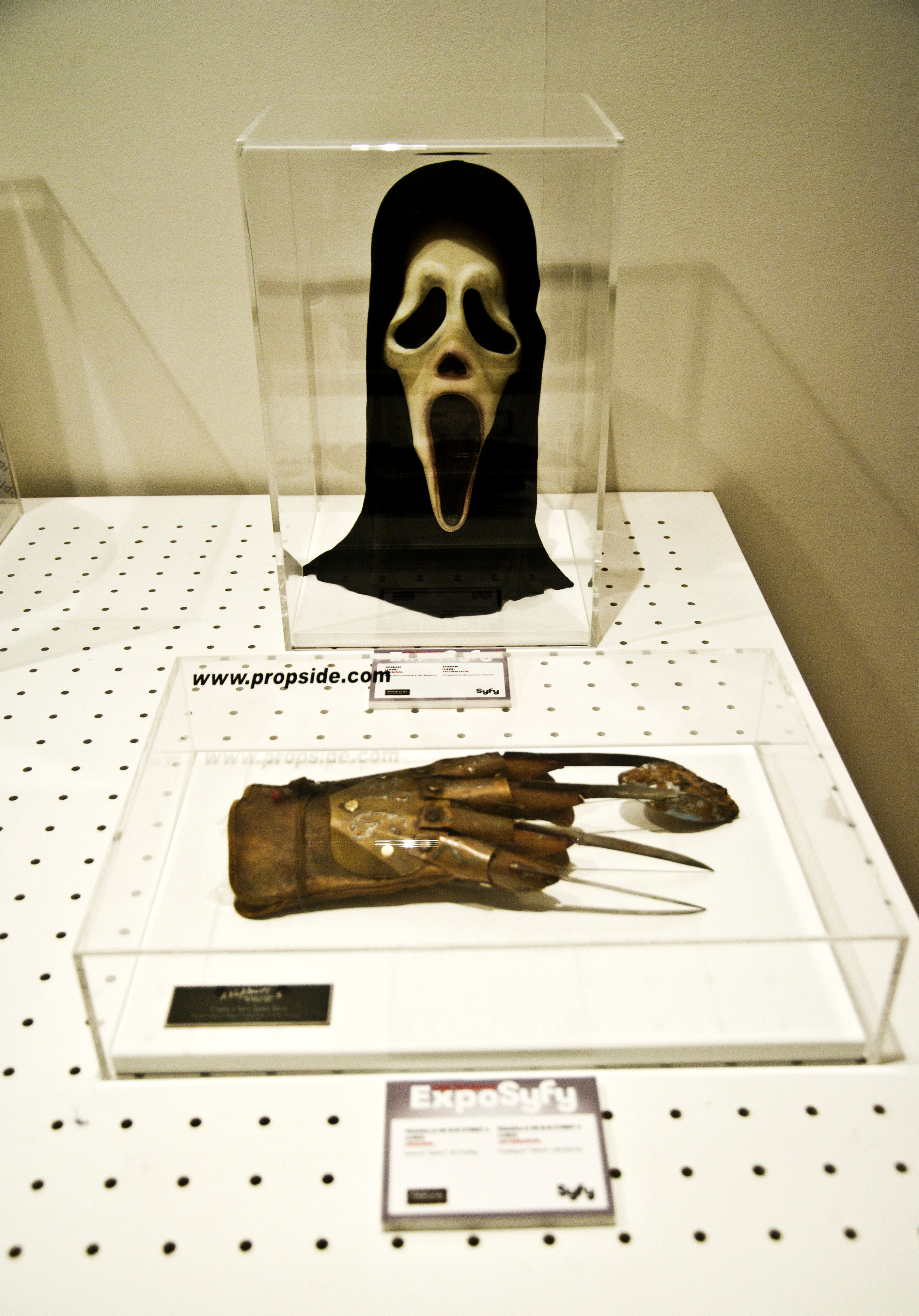
Exposição de uma réplica da máscara de Ghostface ao lado de uma réplica da luva com garras de metal de Freddy Krueger, no ExpoSYFY, em 2013. Ambos personagens são criações de Craven e são considerados ícones no terror.

Antes do lançamento de Scream, a popularidade do gênero de terror tinha sido considerada em declínio, pois muitos filmes eram lançados diretamente em vídeo ou os que eram lançados nos cinemas eram sequências de franquias populares, como Halloween, Sexta-feira 13, A Nightmare on Elm Street e The Texas Chainsaw Massacre, que atraiam audiência mesmo com a diminuição do orçamento e a baixa recepção crítica. O excesso de sequências contribuiu para a familiaridade do público com os ícones dos anos 70 e início dos anos 80, como Freddy Krueger e Jason Voorhees, que já tinham perdido a capacidade de causar sustos ou interesse no público. Scream, utilizando um elenco popular e atraente e um roteiro inovador que zomba dos clichês de terror, foi creditado com a mudança do status [decadente] do gênero, tornando-se um sucesso financeiro e crítico e impulsionando as carreiras de muitos dos atores do elenco. Tão grande que foi o impacto cultural do filme que alguns críticos consideram a criação de uma nova era "Pós-Scream". Após sua exibição, muitas produtoras, incluindo a própria Dimension Films, aproveitaram de seu sucesso inesperado e lançaram filmes como I Know What You Did Last Summer (1997) e Urban Legend (1998), bem como sequências de filmes populares que estavam em queda, como Halloween H20 e Bride of Chucky. O filme também inspirou o desenvolvimento do roteiro de Get Out (2017).
Scream já foi referenciado em diversos filmes. Em 2000, o filme Scary Movie teve Scream e I Know What You Did Last Summer como suas paródias centrais. As principais referências de Scream incluem o personagem Ghostface e o assassinato de Drew Decker na cena de abertura (uma referência a Drew Barrymore, que interpretou Casey Becker). Também há Cindy Campbell, uma referência à personagem Sidney Prescott (Campbell); a personagem Gail Hailstorm, referência à Gale Weathers, e Doofy Gilmore, referência a Dewey Riley. Buffy Gilmore é uma paródia da personagem de Helen Shivers em I Know What You Did Last Summer, interpretada por Sarah Michelle Gellar, e seu nome é uma referência ao papel de Gellar como Buffy Summers na série de TV Buffy the Vampire Slayer. Greg Phillipe e Bobby Prinze são referências a Ryan Phillippe e Freddie Prinze Jr., que interpretam Barry William Cox e Ray Bronson em Last Summer, respectivamente; assim como Jennifer Love Hewitt, que estrelou em Last Summer, é também referenciada, quando Cindy diz: "Love Hewitt, 'peitões', provavelmente seria escolhida para interpretar meu papel em um filme". Scream também foi parodiado em Shriek If You Know What I Did Last Friday the Thirteenth (2000).